# Przydroże Małe
Przydroże Małe (niem. Klein Schnellendorf, wcześniej Predros lub Przydroszy) – wieś w Polsce położona w województwie opolskim, w powiecie nyskim, w gminie Korfantów.
Według danych z 2022 wieś liczyła 301 mieszkańców.
Przysiółkiem wsi jest Ligota Ścinawska (niem. Ellguth Steinau).

## Nazwa wsi
Według niemieckiego językoznawcy Heinricha Adamy’ego nazwa wywodzi się od polskiej nazwy drogi. W swoim dziele o nazwach miejscowości na Śląsku wydanym w 1888 roku we Wrocławiu wymienia jako najstarszą zanotowaną nazwę Przydroszy podając jej znaczenie "Dorf an der Strasse gelegen" czyli w języku polskim "Wieś leżąca przy drodze". Niemcy początkowo zgermanizowali nazwę na Schnellendorf, a później na Klein Schnellendorf w wyniku czego utraciła ona swoje pierwotne znaczenie. Po II wojnie światowej polska administracja wprowadziła nazwę Przydroże.
W średniowieczu Przydroże Małe i Przydroże Wielkie traktowane były jako jedna miejscowość. Wieś funkcjonowała pod nazwą Predros lub po niemiecku Snellindorph. W średniowieczu używano również nazwy Przydroszy.

## Historia
Przydroże wzmiankowano w 1300 r. i 1305 r. jako Predros (niem. Snellindorph). Wieś została dotknięta w XV wieku przez wojny husyckie (zniszczono m.in. kościół parafialny), a także wojnę trzydziestoletnią (1618–1648). Nie ma jednak pewności czy szkody wyrządzono w Przydrożu Małym czy w Przydrożu Wielkim, gdyż traktowane były one wówczas jako monolit. Pod koniec XVII wieku właścicielem majątków w Przydrożu Małym, Przydrożu Wielkim i Pleśnicy był hr. Johann Friedrich von Herberstein.
W XV i XVI wieku Przydroże Małe było własnością znanej śląskiej rodziny szlacheckiej, 
Dluhomilów. W roku 1539 wieś znalazła się w rękach Kaspra Schoffa, zwanego Gotschem, który wykupił ją od Katarzyny Dluhomil. Kolejnym właścicielem wsi był baron Krzysztof Kochnicki, starosta Otmuchowa. Kolejni właściciele wsi to wspomniany już hr. Johann Friedrich von Herberstein oraz hr. Strahrenberg.
W 1740 r. wybuchła wojna Austrii z Prusami o Śląsk. W tym czasie Fryderyk II przebywał na zamku w Korfantowie. 9 października 1741 r. w pałacu w Przydrożu Małym spotkali się Fryderyk II z marszałkiem wojsk austriackich, Wilhelmem Reinhardem von Neippergiem. Zawarto ściśle tajną konwencję przydroską (niem. Kleinschnellendorf Konvention), pomiędzy Prusami a Austrią, która torowała Fryderykowi II przyłączenie Śląska do Prus.
W latach 40. XVIII w. Przydroże Małe i pobliskie wsie nawiedziła plaga szarańczy, która wyrządziła wiele szkód. Ówczesny zarządca majątku, Josef Möcke, wspominał, że wszystko wokół było objedzone. Panował głód, grasowały bandy wygłodniałych ludzi, którzy grozili śmiercią i podłożeniem ognia.
Od końca XVIII w. wies posiadała pieczęć gminna, na której wizerunku przedstawiono  stojącego konia (?) zwróconego w prawo, za i przed koniem dwa okrągłe kwiaty (?).
W 1854 r. powstała idea postawienia na zamkowym dziedzińcu pomnika Fryderyka II po tym, jak tamtejsze dobra stały się własnością podporucznika Hermana Henze. Pomnik miał upamiętnić przyłączenie Śląska do Prus oraz ważną konwencję przydroską. W 1858 r. Henze założył komitet budowy pomnika i po finansowym wsparciu darczyńców, zebrał potrzebną sumę pieniędzy. Sam król Wilhelm I Hohenzollern wyłożył ze swojej prywatnej kasy kwotę 100 talarów. Wspomniany posąg odlany został ze spiżu, następnie galwanizowany cynkiem i brązem. Statuę stworzył w Berlinie rzeźbiarz Eduard Uhlenhuth, natomiast berliński odlewnik H. Gladenbeck stworzył jej odlew w 1862 r. Mentzel z Nysy wykonał marmurowy cokół pod postument wysoki na 10 stóp - pomnik razem z postumentem miał około 3,7 m wysokości. 9 października 1862 r., w rocznicę podpisania konwencji przydroskiej, pomnik stanął przed pałacem w Przydrożu Małym. W roku 1891 trafił do Opola, gdzie stał na placu Wolności. W 1933 r. został pocięty w Gliwicach, a następnie wykonano nowy odlew ze spiżu, który trafił na opolski Rynek. Pomnik stał w tym miejscu do 6 kwietnia 1945 r., kiedy to radzieccy żołnierze zdjęli go z cokołu i prawdopodobnie zatopili w Młynówce.
W XIX wieku wieś nie posiadała kościoła (funkcję tę pełniła zamkowa kaplica i Szwedzka Górka). W 1901 r. mieszkańcy wsi ukończyli na cmentarzu budowę kościoła pw. św. Floriana.
18 marca 1945 r. wieś została zajęta przez Rosjan, którzy do 1946 r. rozporządzali majątkiem ziemskim. Po odzyskaniu go utworzono tu Państwowe gospodarstwo rolne, specjalizujące się w produkcji zbóż, hodowli bydła domowego i ogrodnictwie. W latach 50. XX wieku założono we wsi rolniczą spółdzielnię produkcyjną, jednak w 1956 r. spółdzielnię rozwiązano ze względu na niegospodarność.
Badania archeologiczne przeprowadzone w 1958 r. przez archeologów Klemensa Macewicza i Józefa Kaźmierczyka pozwalają przypuszczać, że najstarszą częścią wsi być może jest średniowieczne grodzisko, zwane Mogiłą, a obecnie Szwedzką Górką.
W latach 1954-1958 wieś była siedzibą gromady Przydroże Małe, po jej zniesieniu w gromadzie Ścinawa Nyska.

## Mieszkańcy
Miejscowość zamieszkiwana jest w większości przez ludność napływową, przybyłą na Śląsk z Kresów Wschodnich i centralnej Polski po 1945.

## Zabytki
Do wojewódzkiego rejestru zabytków wpisane są:
- zespół kościoła odpustowego „Na Szwedzkiej Górce”, z poł. XIX w.:
  - kościół pw. MB Bolesnej na Szwedzkiej Górce
  - dom stróża
  - sześć kaplic
  - ambona
  - czternaście stacji drogi krzyżowej (dwie nie istnieją)
- zespół pałacowy, z XVIII-XIX w.:
  - Pałac w Przydrożu Małym, barokowy, z XVIII wieku z gotycką wieżyczką zegarową. Wzniesiony został około 1730 r. przez rodzinę Strahremberg,
  - park
  - ogrodzenie z basztą.

Inne zabytki:
- kościół parafialny pw. św. Floriana, wzniesiony w 1901 r. Należy do utworzonej w 1989 r. parafii w Przydrożu Małym.

## Kultura
We wsi założono Koło Gospodyń Wiejskich. W 2023 oddano do użytku nowy obiekt świetlicy.

## Religia
W Przydrożu Małym znajduje się katolicki kościół św. Floriana, który jest siedzibą parafii św. Floriana (dekanat Biała). Kościół Matki Boskiej Bolesnej na Szwedzkiej Górce, znajdujący się w odległości około 1 km od wsi, jest ważnym miejscem pielgrzymek dla wiernych z okolicy. Dekretem biskupa Alfonsa Nossola z 11 sierpnia 1999 kościół na Szwedzkiej Górce został wyznaczony na Jubileuszowe Sanktuarium Roku 2000.

## Bezpieczeństwo
Bezpieczeństwo pożarowe w Przydrożu Małym pod względem operacyjnym zabezpiecza interwencyjnie Jednostka Ratowniczo-Gaśnicza PSP w Prudniku.